# Tyke Peacock
Tyke Peacock (* 24. Februar 1961) ist ein ehemaliger US-amerikanischer Hochspringer.
1981 wurde er US-Meister und siegte beim Leichtathletik-Weltcup. 1983 holte er den nationalen Titel in der Halle und gewann die Silbermedaille bei den Leichtathletik-Weltmeisterschaften in Helsinki.

## Persönliche Bestleistungen
- Hochsprung: 2,33 m, 17. August 1983, Berlin (ehemaliger US-Rekord)
  - Halle: 2,31 m, 27. Januar 1985, Rosemont